# Rýnovice
Rýnovice är en ort i Tjeckien.   Den ligger i regionen Liberec, i den norra delen av landet, 90 km nordost om huvudstaden Prag. Rýnovice ligger 503 meter över havet och antalet invånare är 2 200.
Terrängen runt Rýnovice är huvudsakligen kuperad, men den allra närmaste omgivningen är platt. Runt Rýnovice är det tätbefolkat, med 257 invånare per kvadratkilometer. Närmaste större samhälle är Jablonec nad Nisou, 2,5 km sydost om Rýnovice. Omgivningarna runt Rýnovice är en mosaik av jordbruksmark och naturlig växtlighet.